# El sucesor
El sucesor (en albanés: Pasardhësi) es una novela de 2003 del escritor albanés y ganador inaugural del Premio Internacional Booker Ismail Kadare. Es la segunda parte de un díptico cuya primera parte es la novela corta La hija de Agamenón. Muchos críticos consideran que el díptico es una de las mejores obras del autor.

## Trasfondo
La hija de Agamenón, la precuela de El sucesor, fue escrita en 1985 y sacada de contrabando de Albania antes del colapso del hoxhaísmo, pero se publicó casi dos décadas después, luego de que Kadare ya hubiera compuesto El sucesor como pieza complementaria.  A diferencia de la más personal La hija de Agamenón, El sucesor está mucho más basada en la historia real, presentando un relato ficticio de los acontecimientos que pueden haber conducido a la muerte aún inexplicable en 1981 de Mehmet Shehu, el antiguo primer ministro de Albania durante la Guerra Fría y el aliado más confiable de Enver Hoxha y designado número dos desde la muerte de Stalin y la posterior división soviético-albanesa. Fuentes oficiales del gobierno albanés calificaron su muerte de suicidio, pero su denuncia como "múltiple agente extranjero" y "traidor a la patria" y el consiguiente procesamiento de todo el clan Shehu (empezando por su influyente esposa, Fiqrete Shehu y su hijo, el escritor albanés Bashkim Shehu ) ha dado lugar a persistentes rumores populares de que Shehu, de hecho, había sido asesinado por órdenes provenientes directamente de Enver Hoxha o de su esposa Nexhmije. 

## Trama
La novela se divide en siete capítulos, de los cuales los cuatro primeros ("Una muerte en diciembre", "La autopsia", "Cariñosos recuerdos" y "La caída") están narrados por un narrador omnisciente, y el quinto ("La Guide") por un narrador limitado en tercera persona (el dictador del país, un retrato apenas velado de Enver Hoxha ). A medida que el misterio detrás de la muerte –anunciado, en una manera kadareiana característicamente simple,  en la frase inicial de la novela (“El Sucesor Designado fue encontrado muerto en su dormitorio en la madrugada del 14 de diciembre”) – aparentemente se acerca a una resolución inevitable. La narración pasa abruptamente a la primera persona, ya que cada uno de los dos últimos capítulos está narrado por uno de los dos personajes más importantes de la novela: "El Arquitecto" (que renovó el palacio del Sucesor y fue una de las pocas personas que conocía sobre su pasaje subterráneo secreto que conducía directamente desde la casa del Guía a la casa del Sucesor), y en el "extraordinario [último] capítulo",  "El Sucesor", con el personaje principal ya fallecido.
Esencialmente un thriller político y una "tragicomedia policíaca",  El Sucesor gradualmente se aleja de especular sobre la identidad del probable asesino, después de hacer malabarismos con las posibilidades de que sea un agente Sigurimi enviado por Hoxha, una figura política en ascenso llamada Adrian Hasobeu se esfuerza por convertirse en el Número 2, el Arquitecto que alguna vez se sintió ofendido por las bromas del Sucesor, o incluso la esposa del Sucesor que durmió demasiado profundamente durante el asesinato, eligiendo en cambio centrarse en los efectos brutales que una dictadura muy unida puede tener en todos aquellos obligados a vivir bajo ella, sin importar cuán seguro pueda parecer a los ojos de los observadores externos. Posiblemente analizando su controvertido doble papel como escritor privilegiado y disidente interno bajo el régimen de Hoxha,  Kadare utiliza la figura del Arquitecto para explorar el problema de la integridad artística en tales circunstancias,  y los acontecimientos de La hija de Agamenón se cuentan una vez más, esta vez a través de los ojos de la protagonista femenina, Suzana, como una prueba más de que incluso los sentimientos más íntimos, como el amor, pueden ser víctimas de intrigas políticas y exigencias del Estado, en los casos en que el individuo es continuamente sacrificado a un nivel más fundamental y sistemático.

## Recepción

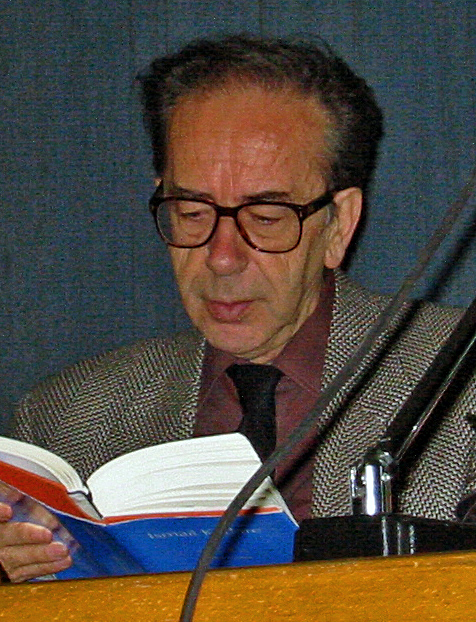
Ismail Kadaré

El díptico La hija de Agamenón / El sucesor es considerado por el editor francés de Kadare, Claude Durand, editor de Fayard, "una de las mejores y más logradas obras de Ismail Kadare hasta la fecha".  Calificándolo de "lacerantemente directo" en su crítica al régimen totalitario, en una reseña más amplia de las obras de Kadare, James Wood describe el díptico como "seguramente uno de los relatos más devastadores jamás escritos sobre la contaminación mental y espiritual infligida al individuo por el Estado totalitario".  Wood compara favorablemente a Kadare tanto con Orwell como con Kundera, considerándolo "un ironista mucho más profundo que el primero, y mejor narrador que el segundo".  Wood compares Kadare favourably to both Orwell and Kundera, considering him to be "a far deeper ironist than the first, and a better storyteller than the second". Como un ejemplo especialmente bueno de la ironía de Kadare, señala uno de los pasajes finales del tercer capítulo de El Sucesor, cuando el Guía casi ciego, guiado por su esposa, visita la casa renovada del Sucesor por primera vez y de repente descubre un atenuador . una novedad en Albania en ese momento, cuya fastuosidad puede ser tratada como un posible rasgo burgués por el líder paranoico: Se hizo silencio en todas partes, pero cuando logró encender la luz y hacerla más brillante, se rio a carcajadas, giró más el interruptor, hasta que la luz estuvo a su máxima potencia, luego se rio de nuevo, ja, ja, ja, como si hubiera encontrado un juguete que le agradara. Todos se rieron con él y el juego continuó hasta que empezó a bajar el atenuador. A medida que la luminosidad disminuía, poco a poco todo empezó a congelarse, a quedarse sin vida, hasta que las numerosas lámparas de la habitación se apagaron.
James Lasdun cita el mismo pasaje como ejemplo del poder de Kadare para retratar escalofriantemente el miedo y "la conciencia reptil" de los dictadores. Lasdun considera El sucesor una novela "apasionante y ocasionalmente brillante", que emplea de todo "desde el realismo documental hasta el fabulismo kafkiano " para describir un mundo desprovisto de héroes, un universo donde "todo el mundo está manchado, contaminado, implicado", sin excluir al propio autor.  
Michael Church, The Independent, destaca que "Nada 'sucede' en esta fábula, que llega a parecerse al Rashomon de Kurosawa a medida que se acerca su desenlace, pero nos atrapa en cada paso del camino. También recuerda a Kafka: en el tono narrativo enérgico y alucinatorio, y en la obsesión generalizada por leer los signos, ¿un movimiento de ceja del Guía indica un cambio en la línea política? Pero la excelencia de este libro radica en la singularidad de la visión de Kadare y en su capacidad para reflejar la palpitante realidad humana en las garras de una fuerza invencible y deshumanizadora. " 
El escritor John Banville considera al libro como "una especie de novela policíaca existencial, un cruce entre Dostoyevski y Georges Simenon en su momento más sombríamente enigmático." 
Una reseña de Publishers Weekly cree que la novela reafirma el lugar de Kadare "junto a Orwell, Kafka, Kundera y Solzhenitsyn como un importante cronista de la opresión". 
Lorraine Adams señala que "Es posible leer "El Sucesor" como una especie de comentario codificado sobre la propia vida de Kadare. Así como anhelamos conocer la causa de la muerte del Sucesor, también anhelamos resolver el verdadero lugar de Kadare en la Albania de Hoxha. Se descubrirá algo que ayude a que la parte de Kadare se vuelva más clara. ¿Lo sabremos algún día? Mientras las conjeturas públicas se acumulan, se disipan y regresan en diferentes formas, Kadare nos ofrece los monólogos íntimos interiores de sus personajes. Esta novela encuentra su verdad en las palabras imaginadas de un hombre muerto, colocando al individuo sobre los muchos. Valora la imaginación argumentando que la verdad de un hombre no siempre se encuentra en lo que hace o dice sino en su interior numinoso, el lugar que celebra toda gran literatura". 
Al igual que la de Lasdun, aunque implícitamente, la reseña de Adams se refiere a una denuncia muy publicitada de Kadare por parte de la poeta emigrada rumana Renata Dumitrascu, quien, tras el anuncio del ganador del Premio Internacional Man Booker en 2005, describió mordazmente al autor albanés como "un camaleón astuto, hábilmente haciéndose el rebelde aquí y allá para excitar a los ingenuos occidentales que buscaban voces de disidencia del Este".  El traductor de inglés de Kadare, David Bellos, refutó estas acusaciones como "invenciones", señalando el hecho de que el expediente del régimen sobre Kadare ya ha sido publicado y está disponible para el público. 
Fundamentalmente haciéndose eco del juicio de Landus, Simon Caterson prescinde de este tipo de razonamiento en blanco y negro, escribiendo que "incluso si Kadare fue cómplice del régimen de Hoxha, y no hay nada en esta notable novela que sugiera que no lo fue, es bastante posible que El Sucesor no hubiera podido escribirse de otro modo. Tal como está, el libro plantea preguntas para las cuales, hay que reconocerlo, no puede encontrar respuestas convenientes."  Dejando de lado la naturaleza del papel político de Kadare, Murrough O'Brien llama a El sucesor una novela "extrañamente edificante", "a pesar de la implacable tragedia que describe, la tragedia de personas arrastradas entre el miedo y el desconcierto. La sección final, a pesar de su tristeza te eleva a la región donde la crueldad y la mezquindad se quedan sin aire. 